# Hans Em

Hans Em, 1975

Hans Em (mazedonisch Ханс Ем; * 6. Juni 1898 in Marburg an der Drau, Untersteiermark, Österreich-Ungarn; † 9. Juli 1992 in Skopje) war ein jugoslawischer Forstwissenschaftler.

## Leben
Hans Em schloss 1923 sein Studium an der Hochschule für Bodenkultur Wien als Forstingenieur ab. Danach war er bei Forstbetrieben im südlichen Teil Jugoslawiens (Aleksinac, Priština, Kosovska Mitrovica, Prizren, Kičevo und Ivangrad) tätig.
Er war ab 1947 außerordentlicher, ab 1958 ordentlicher Professor an der Fakultät für Land- und Forstwirtschaft der Universität Skopje. 1968 wurde er emeritiert. Seine Forschungsschwerpunkte waren Dendrologie und Pflanzensoziologie. Er erstellte Vegetationsaufnahmen über die Zusammensetzung von Wäldern des südlichen Jugoslawien. In Trubarevo, einem Stadtteil von Skopje, richtete er das heute als Dendropark bekannte Arboretum ein.
Er war ab 1972 korrespondierendes, ab 1976 ordentliches Mitglied der Mazedonischen Akademie der Wissenschaften und Künste.

## Veröffentlichungen (Auswahl)
- Subalpine Waldvegetation in den Gebirgen Mazedoniens, in: Mitteilungen der Ostalpin-Dinarischen Sektion der Internationalen Vereinigung für Vegetationskunde, Jg. 7.1967, S. 77–80
- Traubeneichenwald und das Vorkommen der Hainbuche in Mazedonien, in: Feddes Repertorium (ISSN 0014-8962), Jg. 78.1968, S. 83–95
- Höhengürtel in der Vegetation von Hochgebirgen Mazedoniens, in: Mitteilungen der Ostalpin-Dinarischen Sektion der Internationalen Vereinigung für Vegetationskunde, Jg. 11.1970, S. 33–43